# عروس جوان
عروس جوان (ایتالیایی: La nuora giovane) یک فیلم کمدی سکسی سبک ایتالیایی به کارگردانی لوئیجی روسو است که در سال ۱۹۷۵ منتشر شد.

## گزیدهٔ بازیگران
- فیلیپ لروآ
- سیمونتا استفانلی
- مائورینسیو بونولیا
- دیدی پرگو
- رنتسو مونتانیانی
- ماریو کاروتنوتو